# Rosalía Mera
Rosalía Mera Goyenechea (née le 28 janvier 1944 à La Corogne, et morte le 15 août 2013 à La Corogne,) est une femme d'affaires et philanthrope espagnole.
Au moment de sa mort, elle était la femme la plus riche d'Espagne et la self-made woman la plus riche du monde, avec une fortune estimée entre 4,5  à 6 milliards d’euros. En 1975, elle a cofondé avec celui qui était alors son mari, Amancio Ortega Gaona, la société d'habillement Zara.

## Biographie
Elle naît dans un quartier ouvrier de La Corogne, son père est employé dans la compagnie d'électricité et de gaz Fenosa. Sa mère travaille dans une boucherie dont elle deviendra ensuite gérante. Rosalia Mera quitte l'école à onze ans et devient apprentie couturière. Elle rencontre Amancio Ortega dans la boutique de confection dans laquelle elle travaille, ils se marient en 1966. Ils créent une entreprise de confection de peignoirs, Confecciones Goa,
puis ouvrent en 1975 leur première boutique à La Corogne sous le nom de Zara. 
La société va se développer, ils créent en 1985 la société holding Inditex,  devenant une des plus grandes réussites entreprenariales espagnoles, devenant, par le chiffre d'affaires, le leader mondial de la confection textile, avec ses marques Zara, Oysho, Pull and Bear, entre autres.
Le couple aura deux enfants, Sandra et Marcos. En 1986, après vingt ans de mariage, Rosalia Mera divorce. Elle reprend des études d'enseignement et créé une fondation, Paideia Galiza, qui aide les personnes défavorisées et aide les jeunes handicapés (son fils est né avec un handicap cérébral). Elle va se désengager progressivement du groupe Inditex, quittant le conseil d'administration en 2004 et ne conservant que 5 % des actions du groupe,. En parallèle, elle investit dans divers autres secteurs : immobilier (aux États-Unis et à Londres), énergies renouvelables, pharmacie (elle détient 5 % du groupe Zeltia), hôtellerie (elle détient 30,6 % de la chaîne Room Mate). Elle promeut également la création d'entreprises au travers du vivier Mans, le tourisme rural et le volontariat en Europe. Déclarant avoir conservé chevillées au corps ses convictions de gauche, elle s'oppose aux restrictions du droit à l'avortement et aux coupes budgétaires dans le domaine de la santé. Elle soutient activement le mouvement des Indignés.
Victime d'une attaque cérébrale alors qu'elle est en vacances aux Baléares, elle meurt à l'hôpital San Rafael de La Corogne, quelques jours plus tard, le 15 août 2013 . Elle a été enterrée dans le cimetière de l'église de Santa Eulalia de Liáns, à Oleiros (La Corogne).
Sa fille Sandra Ortega Mera a hérité de sa fortune et est devenue la femme la plus riche d'Espagne avec une fortune nette de 6,1 milliards de dollars.